# С-103
С-103 — советская дизель-электрическая торпедная подводная лодка серии IX-бис типа С — «Средняя» времён Второй мировой войны. Вошла в состав Северного флота в 1943 году, совершила 5 боевых походов, в 1954 году была переведена на Тихоокеанский флот и вскоре была списана и утилизирована.

## История строительства
Подводная лодка С-103 была заложена 13 сентября 1938 года под заводским номером 265 на заводе № 112 «Красное Сормово» в Горьком, 25 апреля 1939 года спущена на воду. К началу Великой Отечественной войны имела готовность 94 %. Вместо перевода в Ленинград для испытаний осенью 1941 года перешла в Астрахань на завод № 638, где была достроена. Для приёмо-сдаточных испытаний перешла по Каспийскому морю в Баку.
14 июня 1942 года на С-103 был поднят военно-морской флаг. 9 июля лодка под командованием капитан-лейтенанта Н. П. Нечаева вошла в состав Каспийской флотилии.

## История службы
В середине апреля 1943 года С-103 в составе отряда кораблей перешла из Баку в Астрахань, к 1 мая прибыла по Волге в Саратов, затем в Горький. К концу мая 1943 года прибыла в Архангельск, и 28 мая была официально зачислена в состав Северного флота. Лето 1943 года провела в Отдельном учебном дивизионе ПЛ с базированием на Молотовск, в середине сентября перешла в Полярный к месту постоянного базирования, включена в состав 5-го дивизиона Бригады подводных лодок Северного флота.

### Боевые походы
- 19 октября — 5 ноября 1943. Старший на борту — командир дивизиона В. А. Иванов. Патрулировала на позиции № 4 у острова Рольвсёй. 24 октября обнаружила два судна, не смогла выйти в атаку из-за невыгодной позиции, 26 октября обнаружена противолодочными силами, уклонилась от последовавшего бомбометания. Командованием передавались разведданные об идущих из Варангер-фьорда конвоях, но С-103 до конца похода больше никого не обнаружила.
- 16-31 января 1944. Групповой выход в море в рамках операции «РВ-1» («Разгром врага»). Патрулировала севернее мыса Нордкап в поисках немецких конвоев.
- 12-28 апреля 1944. Групповой выход в море в рамках операции «РВ-3». Патрулировала севернее мыса Нордкап в поисках немецких конвоев, старший на борту — комбриг И. А. Колышкин.
- 16-31 мая 1944. Групповой выход в море в рамках операции «РВ-4». Патрулировала выход из Порсангер-фьорда. 29 мая трёхторпедным залпом атаковала с большой дистанции группу кораблей, опознанных как тральщики. Торпеды взорвались через 170 и через 200—210 секунд, в перископе в направлении целей наблюдались клубы дыма, по итогам похода было засчитано поражение трёх кораблей. Фактически это были охотники за подводными лодками Uj-1209, Uj-1211 и Uj-1219, не заметившие атаку и не понёсшие потерь. Два из них были позднее потоплены другими советскими подводными лодками. После похода С-103 прошла ремонт и получила аппаратуру для запуска электрических торпед ЭТ-80, а также выдвижную антенну на перископе.
- 16-29 августа 1944. Групповой выход в море в рамках операции «РВ-7». С-103 патрулировала район Конг-фьорда, 23 августа двумя торпедами атаковала десантную баржу, ещё через час совершила трёхторпедный залп по одиночному судну. Командир рапортовал о поражении танкера водоизмещением 3000 тонн. Фактически был атакован каботажный пароход «Гретхен» водоизмещением 225 брт. С него наблюдали пять торпед, ни одна не поразила судно. 28 августа С-103 атаковала конвой, на лодке слышали два глухих взрыва, а за ними один взрыв большой силы. Наблюдением в перископ установлено отсутствие одного транспорта и одного сторожевика. Фактически с судов конвоя наблюдали ход трёх торпед, в том числе одна шла по поверхности, благодаря чему конвой смог совершить манёвр уклонения. Преследование лодки не велось, так как не было установлено место запуска торпед[1].

После возвращения из пятого похода С-103 снова встала в ремонт, и до конца боевых действий на Севере больше в походы не выходила.
Всего за годы войны совершила пять боевых походов, выполнила 4 торпедных атаки с выпуском 13 торпед. Подтверждённых побед не имела.

### Послевоенная служба
В 1950 году участвовала в учениях по противодесантной обороне побережья. С марта 1951 года включена в состав 162-й бригады 33-й дивизии подводных лодок. В 1952 году прошла ремонт.
В 1954 году перечислена в состав Тихоокеанского флота, прошла ремонт на «Звёздочке» и в составе экспедиции ЭОН-64 в составе четырёх подводных лодок типа «С» (С-56, С-102, С-103, С-104) и четырёх подводных лодок проекта 613 в сопровождении трёх ледоколов перешла северным морским путём на Камчатку.
29 декабря 1955 разоружена и выведена из боевого состава ВМФ, 18 января 1956 года расформирован экипаж. В 1950-х годах утилизирована.

## Командиры
- 1940—1945: Нечаев Николай Павлович
- 1945—1946: Голев С. А.
- 1946—1951: Козин А. Г.
- 1951: Козлов Ф. И.
- 1953: Смертин В. М.
- 1953—1955: Антипов А. Н.